# Guido Bruck
Pour les articles homonymes, voir Bruck.
Guido Bruck  (né le 11 novembre 1920 à Vienne, mort le 13 mars 1966 à Melk) est un numismate autrichien, spécialiste des monnaies romaines.

## Biographie
Il obtient son doctorat en philosophie en 1948. Il entre alors au Kunsthistorisches Museum de Vienne où il travaille en tant que conservateur jusqu'à sa mort.
Il est connu surtout pour son œuvre Die spätrömische Kupferprägung, une clé permettant l'identification des monnaies en bronze romaines du IVe siècle, même très usées, grâce à une analyse des composants de l'iconographie de l'avers et du revers. Cette publication a servi de base pour d'autres études semblables. Die spätrömische Kupferprägung est fréquemment cité comme ouvrage de base pour l'identification de monnaies du Bas-Empire romain,,. Cet ouvrage est réédité et traduit en anglais en 2014 (Late Roman Bronze Coinage – An attribution guide for poorly preserved coins).

## Publications
- Münzkundliche Untersuchungen zur Geschichte der Kaiser Marcus Claudius Tacitus und Marcus Annius Florianus, Université de Vienne, 1948
- Die Verwendung christlicher Symbole auf Münzen von Constantin I. bis Magnentius. Numismatische Zeitschrift 76 (1955) : 26- 32.
- Die spätrömische Kupferprägung : ein Bestimmungsbuch für schlecht erhaltene Münzen, Graz 1961
- Late Roman Bronze Coinage – An attribution guide for poorly preserved coins, 2014 (Traduit par Alisdair Menzies)